# White Transparent (manzana)
White Transparent es el nombre de una variedad cultivar de manzano (Malus domestica). 
Un híbrido de manzana introducido en Europa Occidental a mediados del siglo XIX desde Rusia o los Estados Bálticos. Las frutas tienen pulpa blanca, de textura bastante gruesa con un sabor ácido y un poco dulce. Pronto se vuelve lanoso y seco. Tolera la zona de rusticidad delimitada por el departamento USDA, de nivel 2.

## Sinonimia
- "Білий налив"
- "Yellow Transparent"
- "Transparente d'Astracan"
- "Early June"
- "Early June Transparent"
- "Early Transparent"
- "June Transparent"
- "Grand Sultan"
- "Russian Transparent"
- "Ährenapfel"
- "Augustapfel"
- "Белое наливное"
- "Ernteapfel"
- "Klara-Apfel"
- "Jakobiapfel"
- "Papierowka"
- "Petrovka"
- "Pomme d'août"
- "Pomme de Blé"
- "Saint Jean"
- "Sommerscheibe"

## Historia
'White Transparent' es una variedad de manzana, donde se desconoce su Parental-Madre, y la fuente de polen del Parental-Padre. Es la manzana de verano más conocida del mundo, y se encontró creciendo como una plántula silvestre de origen desconocido en algún momento a principios del siglo XIX en la región báltica del norte de Europa y posteriormente propagada por el vivero "M. Wagner" de Riga (Letonia). Esta manzana se encontró creciendo ampliamente alrededor de Moscú cuando Napoleón invadió Rusia. En 1852, el vivero "André Leroy" de Angers (Francia) compró varios árboles jóvenes de M. Wagner, y en 1870, la variedad se introdujo en América del Norte.
'White Transparent' está cultivada en diversos bancos de germoplasma de cultivos vivos tales como en National Fruit Collection (Colección Nacional de Fruta) de Reino Unido con el número de accesión: 2000-096 y Nombre Accesión : White Transparent.

## Progenie
'White Transparent' es el Parental-Madre de la variedades cultivares de manzana:
- Milton
- Early McIntosh
- Wrixparent

'White Transparent' es el Parental-Padre de la variedades cultivares de manzana:
- Lodi

## Características
'White Transparent' árbol moderadamente vigoroso y erguido que tiende a extenderse después de algunos años con ramas pendulares. Da frutos en ramas cortas con forma de espolones. La floración temprana la hace susceptible a las heladas tardías. Tiende a producir cosechas cada dos años (vecería), y es necesario aclarar el cuajado para mantener el tamaño adecuado de la fruta. Tiende a comenzar a producir bastante joven y produce cosechas consistentemente abundantes. Tiene un tiempo de floración que comienza a partir del 1 de mayo con el 10% de floración, para el 6 de mayo tiene una floración completa (80%), y para el 14 de mayo tiene un 90% caída de pétalos.
'White Transparent' tiene una talla de fruto de mediano a grande; forma tronco cónica, con nervaduras medio-débiles, y corona media; epidermis tiende a ser lisa es muy fina y de color amarillo verdoso pálido que madura a amarillo, sobre la que se encuentran algunas manchas de fino rojizo y abundantes lenticelas de "russeting", se desarrolla una ligera untuosidad en la piel a medida que madura la fruta, "russeting" (pardeamiento áspero superficial que presentan algunas variedades) bajo; cáliz densamente estriado en la cuenca calicina; pedúnculo longitud media, robusto y colocado en una cavidad de profundidad media, algo estrecha y rojiza; carne de color blanco, de grano grueso, sabor suave dulce, muy jugosa y viva. Se magullan con facilidad.
Su fruto está listo para cosechar temprano en el tercer período, 75 a 90 días después de la caída de los pétalos. Su tiempo de recogida de cosecha se inicia a finales de julio. La fruta tiene tendencia a caer a medida que madura. Se vuelve suave rápidamente después de la recogida del árbol y se vuelve leñoso y seco en unos pocos días.

## Usos
Una excelente manzana para comer en postre de mesa, y gracias a su textura firme y crujiente, también se pueden utilizar para hornear. Se utiliza también en compotas y mermeladas.

## Ploidismo
Diploide, auto estéril. Grupo de polinización: B, Día 6.

## Vulnerabilidades
Resistente a la roya del manzano y del enebro, y a la Sarna del manzano.
Susceptible al fuego bacteriano del manzano, y al mildiú.